# 1912-es magyar atlétikai bajnokság
Az 1912-es magyar atlétikai bajnokságot – amely a 17. bajnokság volt. A 15 000 méteres futással tizennyolcra nőtt a versenyszámok száma.

## Eredmények

### Férfiak
| Versenyszám        | Arany                                                                                     | Arany     | Ezüst                   | Ezüst   | Bronz                         | Bronz   |
| ------------------ | ----------------------------------------------------------------------------------------- | --------- | ----------------------- | ------- | ----------------------------- | ------- |
| 100 yard           | Jankovich István Magyar AC                                                                | 10,0      | Rácz Vilmos BEAC        |         | Szalay Pál MTK                |         |
| 220 yard           | Jankovich István Magyar AC                                                                | 23,0      | Ondrus István MTK       |         | Szerelemhegyi Ervin Magyar AC |         |
| 440 yard           | Déván István Magyar AC                                                                    | 51,8      | Mezei Frigyes BEAC      |         | Rajz Ferenc BPTTSE            |         |
| 880 yard           | Bodor Ödön BPTTSE                                                                         | 2:01,8    | Marsalkó Teofil BPTTSE  |         | Palotai Ottó FTC              |         |
| 1 mérföld          | Forgács Ferenc BEAC                                                                       | 4:35,0    | Thomka Áron BEAC        |         | Bukovinszky János TAC         |         |
| 3 mérföld          | Váradi Mihály BEAC                                                                        | 16:18,2   | Gergely Sándor BEAC     |         | Zöllner Dezső BEAC            |         |
| 15 km              | Váradi Mihály BEAC                                                                        | 54:23,4   | Gergely Sándor BEAC     |         | Forgács Ferenc BEAC           |         |
| 120 yard gát       | Solymár Károly FTC                                                                        | 16,2      | Horner Andor Magyar AC  |         | Kováts Nándor FTC             |         |
| mezei futás        | Forgács Ferenc BEAC                                                                       | 45:38,8   | Lovas Antal Magyar AC   |         | László Imre BEAC              |         |
| mezei futás csapat | Budapesti Egyetemi AC Forgács Ferenc László Imre Thomka Áron Gergely Sándor Váradi Mihály | 22        | Magyar AC               | 61      | MTE                           | 83      |
| 10 km gyaloglás    | Szablár Péter FTC                                                                         | 50:02     | Bihari János MTE        |         | Konarik József MGSK           |         |
| 30 km gyaloglás    | Soltész Márton ESC                                                                        | 2:56:02,4 | Bihari János MTE        |         | ifj. Ripszám Henrik MTE       |         |
| magasugrás         | Wardener Iván MTK                                                                         | 184 cm    | Szabó Béla Magyar AC    | 181 cm  | Ludinszky Lajos BEAC          | 181 cm  |
| távolugrás         | Szathmáry Kálmán Magyar AC                                                                | 661 cm    | Kósa József             | 660 cm  | Kell Kornél BEAC              | 647 cm  |
| rúdugrás           | Szathmáry Kálmán Magyar AC                                                                | 320 cm    | Wagner Károly Magyar AC | 305 cm  |                               |         |
| súlylökés          | Mudin Imre Magyar AC                                                                      | 13,50 m   | Pogány Géza PTE         | 12,82 m | Joanovits Szilárd BEAC        | 11,92 m |
| diszkoszvetés      | Luntzer György PTE                                                                        | 41,49 m   | Kobulszky Károly BPTTSE | 40,16 m | Újlaki Rezső Temesvári AC     | 39,81 m |
| gerelyhajítás      | Kóczán Mór FTC                                                                            | 52,25 m   | Szakáll Máté MÓGAAC     | 47,54 m | Újlaki Rezső Temesvári AC     | 40,80 m |